# 網絡安全組
網絡安全組（英文：Cyber Security Disvion，縮寫：CSD）於2012年12月7日成立，隸屬於香港警務處刑事及保安處刑事部網絡安全及科技罪案調查科，主要責任為搜集及分析情報，24小時監察香港（自願登記參與）重要基礎設施的電腦系統的網絡數據流量變化，防範針對上述系統的網絡攻擊等科技罪行，確保網絡安全。

## 職責
網絡安全組負責收集及分析網絡攻擊的情報，與其他香港政府部門電腦相關單位（包括生產力促進局香港電腦保安事故協調中心）合作，24小時監察香港重要基礎設施的電腦系統（香港政府部門、機構及公司均為自願登記參與）包括香港政府服務、公共服務（包括基礎設施）、通訊、香港交通（包括操控系統）及金融服務業（包括銀行結算系統）的數據流量變化。此外，網絡安全組與海外執法機關及相關的單位合作，共同監察，建立情報網絡，防範網絡攻擊罪行；並且向各業界提供風險評估，加強其防火牆及提供其網絡安全水平。
網絡安全組抱有四大主要工作範疇，包括加強香港警務處及香港政府部門、香港和海外持份者，在針對重要基礎設施的資訊系統網絡攻擊案件上的協調事務；透過和持份者合作，監察重要基礎設施資訊系統的網絡數據流量；收集及分析網絡攻擊的情報，及在有需要時即時反應；以及進行專題研究及網絡安全審定。若果網絡安全組發現某機構的網絡數據流量異常，將會與相關的機構聯繫；若果證實為網絡攻擊，就會根據「系統回復、追蹤攻擊活動及相關系統的應變措施」三步執行，確保該機構的網絡系統癱瘓前，將網絡攻擊分流，以保護電腦系統避免受到侵害，並且追蹤源頭，與持份者聯繫，作出適當的防範及應變措施，有需要時亦會聯繫海外執法機關截斷來自海外的網絡攻擊源頭。

## 組織

### 隸屬於商業罪案調查科時期
網絡安全中心由一名總督察出任主管。

### 撥歸網絡安全及科技罪案調查科以後
- 網絡安全組：由一名警司出任主管。
  - 網絡安全分組1：由一名總督察領導。
    - 網絡偵測隊：由一名督察或高級督察領導。
    - 網絡偵測分析支援隊：由一名督察或高級督察領導。
    - 網絡安全實驗室（英文：Cyber Security Laboratory，縮寫：CSLAB）：由一名督察或高級督察領導。

  - 網絡安全分組2：由一名總督察領導。
    - 協作隊（英文：Collaboration Team）1、2及3：各由一名督察或高級督察領導。

  - 網絡安全分組3：由一名總督察領導。
    - 研究及發展隊：由一名督察或高級督察領導。
    - 網絡安全審定及事故應變隊1、2及3：各由一名督察或高級督察領導。負責定期跟進香港（自願登記參與）的重基礎設施的電腦系統的資訊保安，慎防該些系統遭受網絡攻擊而被癱瘓運作。同時亦與有關的持份者保持緊密聯繫，進行相關網絡審定，建議應用保安系統及應變措施等。一旦發生網絡安全事故，網絡審定及事故應變隊亦會出動參與，協助解決危機。[4][5]。

## 歷史

### 網絡安全中心成立
2011年，有黑客攻擊香港交易所網站，導致逾7間股票及窩輪牛熊證停牌。根據警務處的統計顯示，2012年首10月紀錄有761宗非法進入電腦系統案件，即比較2011年全年紀錄有567宗大幅度增加34%，涉及金額亦由4,110萬港元大幅度上升至1億3千5百萬港元；至於分散式阻斷服務罪案則由2011年紀錄有11宗增加愈倍至2012年首10月紀錄有25宗，金額則由140萬港元下降至35萬港元。香港作為國際金融中心和航空運輸中心，資訊基礎設施極其重要，一旦發生網絡癱瘓，將對香港構成災難性的影響。為了防範於未燃，香港警務處認為除了需要調查案件外，亦需要主動監察以預防網絡攻擊發生。於2012年1月宣布，將會於該年內成立網絡安全中心（英文：Cyber Security Centre，縮寫：CSC），及向香港立法會申請相關撥款。同年12月7日，網絡安全中心成立，由時任警務處處長曾偉雄、保安局常任秘書長羅智光、刑事檢控專員薛偉成、政府資訊科技總監辦公室資訊科技總監賴錫璋和香港電腦保安事故協調中心經理古煒德主持開幕禮。時任商業罪案調查科主管鍾兆揚總警司表示，日後不排除擴大網絡安全中心的服務範圍，包括提供人員培訓及支援、進行電腦驗證及化驗事務、審視及評估新網絡病毒及黑客攻擊手法等等。

### 升格為網絡安全及科技罪案調查科
時至2010年代，香港為世界上使用Wi-Fi熱點最密集的地方之一，97%香港居民都已經接達寬頻服務，而流動電話的滲透率更高達237%，預期將會有進一步的增長。因此，個人、機構及重要基礎設施均容易成為科技罪案的受害者，其網絡安全亦容易受到威脅。鑑於科技罪行有迅速增加的趨勢，警務處處長曾偉雄於2014年起將打擊科技罪案列為首要行動項目之一。縱使科技罪案組的編制於成立起一直擴充，不過作為商業罪案調查科轄下的一個組別，其獲撥款之財政資源不足以應付日益複雜的科技罪案以至網絡安全威脅所帶來的挑戰。警務處為了加強在打撃科技罪行上的能力，透過於2014年1月15日發表的《2014年度香港行政長官施政報告》宣佈，網絡安全中心將會於同年12月與科技罪案組合併及升格為網絡安全及科技罪案調查科，分工將會比較現時明細，人員增加近倍至181名，由一名總警司領導。
2014年3月起，網絡安全中心和3個海外執法機構合作，分別於不同日子為14個來自香港5大重要基礎設施界別（香港政府服務、公共服務、通訊、香港交通及金融服務業）的機構舉辦首次網絡安全事故演習（Cyber Drill Exercise），就一連串對重要資訊系統造成影響的各類型的網絡攻擊模擬處境作出演習，旨在測試參與演習的重要基礎設施在遇上網絡安全事故時的應對能力和措施，提升業界對網絡安全的意識，以及加強重要基礎設施持分者對網絡安全中心應對網絡襲擊的戒備能力的了解。
至2015年1月1日，網絡安全及科技罪案調查科（網罪科）成立，原來隸屬於商業罪案調查科的科技罪案組及其轄下的網絡安全中心被撥歸其下，並且進行重組、擴充。網罪科的編制約有350名人員，分為科技罪案組、網絡安全組、網絡情報組、法理鑑證及訓練組四個組別。。

## 參與機構
機構若果同意參與，網絡安全組人員將會到訪實地進行全面性的網絡安全審計。下列為已經曝光、記錄過或公開過的參與機構。
- 香港交易所，發言人指出香港交易交有向網絡安全中心開放路由器部分功能，以監察數據流量有否有湧向香港交易所網站，以早一步追查攻擊來源，強調警察無法從中套取客戶資料。
- 機場管理局，表示警察早一步掌握資料有助在源頭打擊黑客。
- 香港鐵路有限公司，表示已經知悉計劃。
- 金融管理局，表示此安排感到興趣，正在了解詳情。

## 相關參見
- 科技罪案組
- 政府資訊科技總監辦公室
- 香港電腦保安事故協調中心